# Gulfläckad glanstrollslända
Gulfläckad glanstrollslända (Somatochlora flavomaculata), även kallad gulfläckig glanstrollslända är en art i insektsordningen trollsländor som tillhör familjen skimmertrollsländor. 

## Kännetecken
Gulfläckad glanstrollsländan har mörk grundfärg på kroppen och gula fläckar längs sidorna på bakkroppen. Fläckarna är störst och tydligast hos honan. Hanen kan också skiljas från honan genom att kroppen har en grönaktig glans, medan honans kropp har en brunaktig. Vingarna är genomskinliga med mörkt vingmärke. Vingbredden är omkring 70 millimeter och bakkroppens längd är 34 till 40 millimeter.

## Utbredning
Gulfläckad glanstrollsländan finns över stora delar av Europa, utom på Brittiska öarna. I Sverige finns den främst i de sydöstra delarna av landet, men det finns också några spridda mindre populationer längre norrut. 

## Levnadssätt
Gulfläckad glanstrollslända förekommer gärna vid sjöar och myrar, men kan även ses vid en del andra typer av vattenansamlingar, såsom dammar. Utvecklingstiden från ägg till imago är tre år och flygtiden från mitten av juni till augusti.

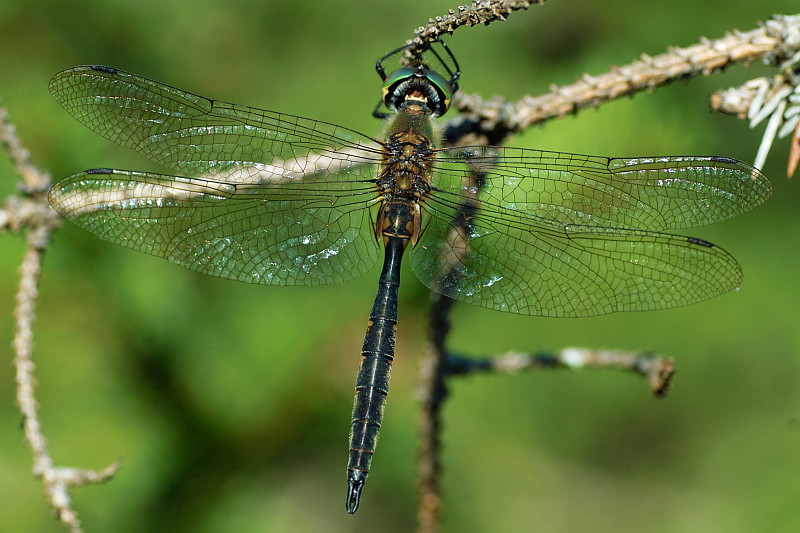
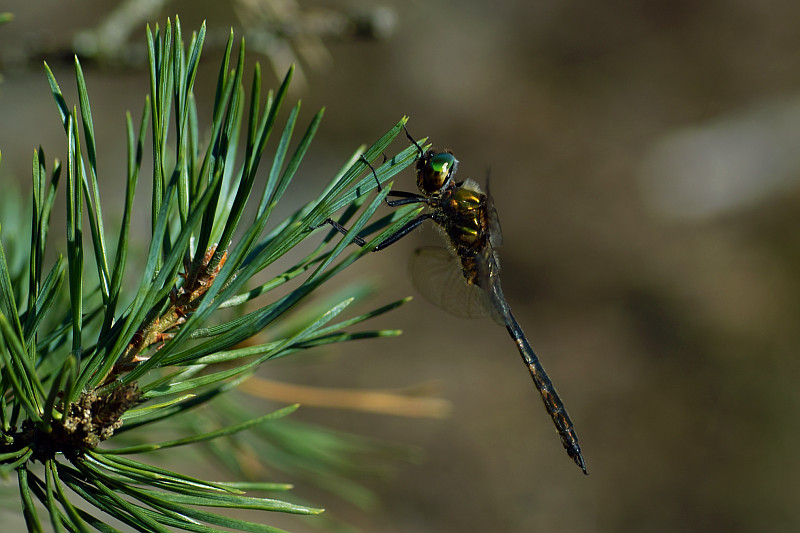